# Anoye
Anoye è un comune francese di 157 abitanti situato nel dipartimento dei Pirenei Atlantici nella regione della Nuova Aquitania. È una tappa sulla Via Tolosana, uno dei quattro cammini di Francia del Cammino di Santiago di Compostela.

## Società

### Evoluzione demografica
Abitanti censiti